# Supermarine Swift
Supermarine Swift var ett brittiskt jaktflygplan tillverkat av Supermarine i början av 1950-talet. Det var baserat på Supermarine Attacker och var Storbritanniens första jaktflygplan med pilvinge.

## Utveckling
Trots att Supermarine Attacker var Supermarines första jetflygplan var det ganska gammalmodigt. Många delar var kopierade rakt av från Supermarine Spiteful (en vidareutveckling av den ärevördiga Spitfire), bland annat vingarna och landstället med sporrhjul. De raka vingarna var styvare än Spitfirens och klarade därmed högre fart, men de var fortfarande begränsande för prestandan och landstället med sporrhjul gjorde det svårt att landa på hangarfartyg. Supermarine började därför att arbeta på två modeller med svepta vingar. Dels den helt egna ”Type 510” som var en Attacker med svepa vingar, dels ”Type 521” som användes för att prova ut vingen som konstruerats för Handley Page Victor. Det visade sig att en ännu mer svept vinge (pilvinge) krävdes för att uppnå godtagbar prestanda och stabilitet. Pilvingen gjorde att man var tvungen att gå ifrån den traditionella konfigurationen med sporrhjul och införa ett trehjuligt landställ eftersom huvudstället inte kunde monteras tillräckligt långt fram. Den modellen kallades ”Type 528”. Ytterligare förbättringar som längre nos, högre svepvinkel på inre vingsektionen, mer bränsle och automatkanoner ledde fram till ”Type 535” som genomförde sin jungfruflygning 23 augusti 1950. Luftministeriet beslutade att ungefär samtidigt att beställa 100 stycken utifall Hawker Hunter skulle drabbas av problem. En bidragande orsak var att Koreakrigets utbrott gjorde att Winston Churchill krävde att jaktplanstillverkningen gavs högsta prioritet. Kravet var dock att de skulle drivas av samma motor som Huntern, det vill säga Rolls-Royce Avon i stället för Rolls-Royce Nene, vilket resulterade i ”Type 541” som blev produktionsmodellen av Swift. Avon var inte bara en starkare motor än Nene, den var dessutom betydligt smalare. Det gjorde att Swift som var konstruerad för den tjockare Nene hade större luftmotstånd än Hunter som var konstruerad för den smalare Avon.
Den första produktionsmodellen av Swift (F.1) hade bara två stycken 30 mm ADEN automatkanoner, hälften så många som Huntern. För att matcha Huntern konstruerades Swift F.2 med fyra stycken automatkanoner. För att få plats med dem och deras ammunition gjordes vingarnas innersektion större, vilket gjorde att lyftkraftcentrum försköts framåt, något som gjorde Swift F.2 farligt instabil tills det kompenserades med barlast i nosen. Swift F.3 försågs med efterbrännkammare, men användes aldrig i tjänst av Royal Air Force utan utnyttjades till utbildning och motorprov. Swift F.4 var en mer genomarbetad version där många av de tidigare versionernas nackdelar åtgärdats. Den flög första gången i maj 1953 och i september samma år satte en Swift F.4 hastighetsrekord med 1 183 km/h. Rekordet stod sig bara i några dagar innan det slogs av en Douglas F4D Skyray.
En fotospaningsversion kallad Swift FR.5 byggdes också. Det var den mest lyckade modellen och den fortsatte att tjänstgöra efter att jaktversionerna ersatts av Hawker Hunter. Den sista versionen Swift F.7 fick kapacitet att bära jaktroboten Fireflash, men den togs aldrig i tjänst utan användes huvudsakligen för robotprov.

## Användning

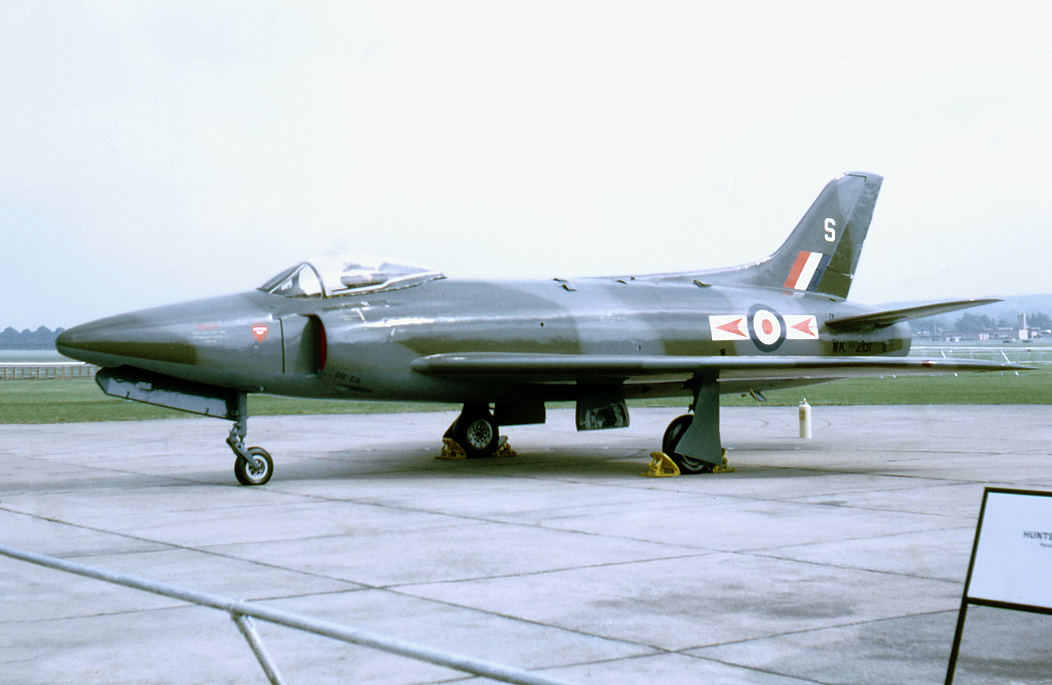
Spaningsversionen FR.5 från No.79 Squadron i Abingdon, 1968.

Swift F.1 togs i tjänst i Royal Air Force No.56 Squadron i februari 1954. Denna första version hade ett flertal restriktioner angående maxfart, maxhöjd och avfyring av vapnen. Trots det så inträffade flera tillbud, vara ett med dödlig utgång, något som gjorde att flygplanstypen fick flygförbud i augusti 1954. När dessa efter bara någon vecka börjat ersättas av Swift F.2 hävdes flygförbudet. Version F.2 hade dock problem med stabilitet på grund av den förskjutna lyftkraften och ytterligare två flygplan gick förlorade på grund av detta och flygplanstypen fick återigen flygförbud i mars 1955. Trots att den förbättrade versionen F.4 åtgärdade de flesta av problemen införde den oberäkneliga efterbrännkammaren nya problem och RAF  beslutade därför att sluta använda Swift som jaktflygplan och i stället fullt ut satsa på Hawker Hunter. Spaningsversionen FR.5 som togs i tjänst i Royal Air Force Tyskland i mars 1956 klarade sig bättre. Flygkroppen och vingarna klarade bra av påfrestningarna av låghöjdsflygning och efterbrännkammaren visade sig vara mer tillförlitlig på låg höjd. Åren 1957 och 1959 vann Royal Air Force NATO:s flygspaningstävling Royal Flush tack vare Swift. Den var kvar i tjänst till 1961.

## Varianter
- Type 510 – Första prototypen, Supermarine Attacker med svepta vingar.
- Type 521 – En Supermarine Attacker ombyggd för att utprovning av vingarna till Handley Page Victor. Förlorad i haveri 26 augusti 1951.
- Type 528 – Andra prototypen med pilvinge och trehjuligt landställ.
- Type 535 – Tredje prototypen med längre nos, mer bränsle och plats för automatkanoner.
- Type 541 – Fjärde prototypen med Rolls-Royce Avon-motor.
- Swift F.1 – Första produktionsserien med två automatkanoner. 18 byggda.
- Swift F.2 – Andra produktionsserien med fyra automatkanoner. 16 byggda.
- Swift F.3 – Version för test av efterbrännkammare. 25 byggda.
- Swift F.4 – Tredje produktionsserien med efterbrännkammare och ny stabilisator. 9 byggda.
- Swift FR.5 – Spaningsversion med förlängd nos och kameror.
- Swift PR.6 – Projekterad spaningsversion för höghöjdsspaning. Inga byggda.
- Swift F.7 – Förbättrad version med enkel radar och möjlighet att bära jaktroboten Fireflash.